# Serrat del Cuquerlo
El Serrat del Cuquerlo és un serrat del terme d'Abella de la Conca, al Pallars Jussà.

El Serrat del Cuquerlo, respecte del terme d'Abella de la Conca

Està situat al sud-est de la Collada del Trumfo, al vessant de llevant de la Serra de Monteguida, al sud-oest de Casa Toà. El Serrat del Cuquerlo conté la Borda del Cuquerlo.

## Etimologia
Es tracta d'un topònim romànic modern, de caràcter descriptiu: és el serrat que pren el nom del propietari del sector i de la borda propera, la Borda del Cuquerlo.